# Liga de Videojuegos Profesional
La Liga de Videojuegos Profesional, conocida por su abreviatura LVP, es la máxima competición de deportes electrónicos en España, y considerada como la más prestigiosa a nivel europeo. Establecida en 2011, tiene divisiones de League of Legends —su principal categoría—, Counter Strike: Global Offensive, Clash Royale, FIFA, Fortnite, Teamfight Tactics y Valorant. La franquicia Call of Duty estuvo presente varios años como uno de los eventos principales hasta que Activision decidió crear su propia competición. En su marco de expansión, League of Legends y Valorant son disputados también en Latinoamérica, mientras que Garena Free Fire es exclusivo del citado territorio.

## Historia
El proyecto de la Liga de Videojuegos Profesional (LVP) se anunciaba en 2011, de la mano de seis profesionales del mundo audiovisual y expertos en deportes electrónicos, como una beta cerrada para poner a prueba sus propósitos y examinar los posibles errores de cara al establecimiento de una competición oficial. Su acceso entonces era invitacional a través de una solicitud en su página web oficial.
La apuesta del grupo audiovisual Mediapro por los nuevos formatos digitales y los videojuegos, así como su impulso en el sector competitivo e interactivo, llevó a que el grupo comprase el 6 de octubre de 2016 una participación mayoritaria de Fandroid, empresa propietaria de LVP, por una suma estimada de 4,6 millones de euros, compartiendo acciones con Reus Capital Partners y Ticnova.
La llegada de Mediapro aportó mayores recursos para la producción audiovisual y la gestión de este tipo de competiciones, elevando el panorama competitivo a sus máximos niveles. Esto fue posible también gracias al acuerdo adoptado ese mismo año por Fandroid y Orange para que la empresa multinacional de telecomunicaciones francesa patrocinase la máxima categoría hasta 2018, conocida entonces como la División de Honor. El acuerdo, materializado como la nueva Superliga Orange, supuso el establecimiento profesional en España del mundo de los videojuegos, así como el patrocinio en sus retransmisiones a nivel internacional.
La LVP comenzó con retransmisiones de Halo, StarCraft y FIFA, si bien a fecha de 2022 ninguno de los tres títulos tiene un papel principal dentro de la empresa, siendo FIFA la única representada con la eLaLiga Santander. Su éxito comercial llevó a nuevos títulos y el establecimiento de nuevas ligas, entre las que destacó la Superliga de League of Legends en 2012, y que con el paso de los años terminó por convertirse en la principal competición española.
Finalmente, en marzo de 2019 Mediapro adquirió la totalidad de las acciones de LVP de Fandroid en una operación de 22 millones de euros, adquiriendo así el 100% de las acciones de la LVP.

### Proyección internacional
En 2017, la LVP se expande internacionalmente, especialmente en el mercado hispanoamericano gracias a un acuerdo con Riot Games —desarrolladora y editora de videojuegos estadounidense de algunos de los principales títulos del circuito— para llevar las ligas nacionales a Latinoamérica. La intención de esta expansión era principalmente promover los deportes electrónicos en otros países así como profesionalizar la industria: «Nuestro objetivo es desarrollar los eSports como un deporte profesional; siguiendo la experiencia y los aprendizajes de Europa, nos planteamos desarrollar esta iniciativa en un plazo de tres años», afirmó Juan Diego García Squetino, gerente de LVP para Argentina, Chile y Perú.
Sus sedes en Barcelona —la principal—, Madrid, Buenos Aires (Argentina), Bogotá (Colombia), y Ciudad de México, gestionan las diversas competiciones en España y Latinoamérica, entre los que destacan 28 eventos con más de 38 millones de espectadores. Las finales de la Superliga de LoL, la Madrid Games Week, la Gamergy o la NiceOne Barcelona son algunos de los escenarios de mayor repercusión.

## Competiciones
La LVP cuenta con varias competiciones y ligas de diferentes deportes electrónicos entre los que destacan las de League of Legends, Clash Royale y CS:GO. La Superliga —otrora División de Honor— es la máxima competición a nivel nacional.
La Superliga de League of Legends, su principal competición, es la liga más importante entre todos los eSports en España, y cuenta con una segunda categoría denominada Superliga Segunda. Destacan también la Iberian Cup que reúne a los mejores equipos de España, Portugal e Italia de League of Legends y la Unity Cup de Counter Strike. También Latinoamérica cuenta con sus propias ligas territoriales, principalmente de League of Legends.
Las competiciones se retransmiten en directo en la plataforma Twitch y son comentadas desde platós de formato televisivo situados en la sede del grupo Mediapro, en Barcelona. Las finales de las competiciones acostumbran a jugarse en vivo y en directo en eventos de videojuegos organizados por la LVP como por ejemplo la Gamergy.
A continuación se indican las principales competiciones en España de la LVP.
| Categoría         | Competición | Otras competiciones | Otras competiciones | (Ref.)               |
| ----------------- | ----------- | ------------------- | ------------------- | -------------------- |
| League of Legends | Superliga   | Superliga Segunda   | Iberian Cup         | [ 12 ] [ 13 ] [ 14 ] |
| Counter Strike    | Unity Cup   |                     |                     | [ 15 ]               |
| Valorant          | VRL Spain   |                     |                     | [ 16 ]               |

Dentro de la LVP se enmarcan también diversas competiciones fuera del ámbito español, reseñadas a continuación:
- League of Legends : Liga Master Flow y Supercopa Flow de Argentina,[17][18] Liga de Honor Entel y Supercopa Entel de Chile,[19][20] Fibra Movistar Golden League y Circuito Nacional de Colombia,[21][22] Claro Gaming Stars League y Circuito Nacional de Perú,[23][24] División de Honor Telcel de México,[25] y Volcano Discover League de Ecuador.[26]

- Counter Strike : Unity League de Argentina.[27]

- Garena Free Fire : Torneo Nacional de Argentina.[28]